# Je naam in de sterren
Je naam in de sterren is een single van de Nederlandse zanger Jan Smit uit 2009. Het stond in 2008 als zevende track op het album Stilte in de storm, waar het de vierde single van was, na Dan volg je haar benen, Stilte in de storm en Als je lacht.

## Achtergrond
Je naam in de sterren is geschreven door Jan Smit en geproduceerd door Cees Tol en Thomas Tol. Het is een palingpoplied dat gaat over het missen van een geliefde. Smit schreef het nummer voor de overleden vader van zijn toenmalige vriendin Yolanthe Cabau. Cabau zei op een avond tegen Smit dat ze haar vader in de sterren zag en Smit gebruikte dit voor het nummer. Hierover vertelde Smit het volgende: "Ik heb geprobeerd om haar gevoelens en haar emoties en alles wat ze mij daarover vertelde over te brengen in 'Je naam in de sterren'". Volgens de zanger is het zijn mooiste nummer dat hij tot 2009 had gemaakt.

## Hitnoteringen
Het lied was net als eerdere single van het album een groot succes in de Nederlandse hitlijsten. Je naam in de sterren piekte op de eerste plaats in de Single Top 100 en was elf weken in deze lijst te vinden. De piekpositie in de Top 40 was de elfde plaats in de zes weken dat het in de lijst stond. 

## Nieuwe versie
In 2021 zong Smit het lied samen met Tino Martin voor de YouTube-serie Acoustic Casino Sessions. Deze versie behaalde geen hitlijst, al reikte het wel tot de achttiende plaats van de Tipparade van de Top 40.